# 衣笠丸 (特設水上機母艦)
衣笠丸（きぬがさまる）は、国際汽船の衣笠丸型貨物船のネームシップ。日中戦争から太平洋戦争にかけて、特設給炭油船、特設水上機母艦、特設運送船として運用された。

## 概要
第一次世界大戦時、鋼材不足に悩むアメリカは、1917年（大正6年）に対日本向けの鋼材輸出を禁止する。当時、日本における造船用鋼材はアメリカからの購入に頼っていたので、禁輸措置によって日本の海運や造船業は大打撃を受けることとなった。そこで、松方幸次郎、金子直吉、浅野総一郎の尽力により、アメリカが完成船1重量トン当たり鋼材0.5トンを日本に提供し、日本側はその鋼材で建造した完成船をアメリカに引き渡すという日米船鉄交換契約を1918年（大正7年）4月に締結。これにより、日本の造船業はアメリカ提供分・日本提供分合わせて約100万重量トン分の貨物船を建造したが、条約締結後約半年で大戦が終結し、せっかくの完成船はダブついて過剰船腹状態となった。この過剰船腹対策として設立されたのが国策会社の国際汽船で、当初は目的どおり過剰に建造された大福丸型貨物船などを中心とする船隊を構成し、川崎造船所および川崎汽船と組んで「Kライン」を創設した。その後、「Kライン」からの離脱を経て1929年（昭和4年）ごろから高速優秀船主義を採用し、船舶改善助成施設を活用して大幅な船質改善を図ることとなった。衣笠丸建造の際、国際汽船は第二次船舶改善助成施設を活用し、その見合い解体船として自社持ち船の中から貨物船百合丸（6,787トン）を充当したが、国際情勢悪化により船腹不足が懸念されたため、解体期限延長の末戦没した。
衣笠丸は川崎造船所で建造され、1936年（昭和11年）2月28日に竣工した。竣工後の処女航海ではニューヨークに向かい、次いでヨーロッパ航路に就航。しかし、1937年（昭和12年）7月に勃発した日中戦争により、商業航海から一時離れることとなる。8月14日付で日本海軍に徴傭され、翌8月15日に特設運送船（給炭油）として入籍する。1ヵ月後の9月27日付で特設水上機母艦に類別変更され、横須賀海軍工廠で所定の艤装工事を終えた後第三艦隊（長谷川清大将・海軍兵学校31期）付属として中国沿岸部に進出し、杭州湾上陸作戦および南京攻略戦の支援や海上封鎖行動に従事する。やがて戦線が奥地へ移動したため水上機隊の作戦もとりあえず終了し、1938年（昭和13年）4月28日付で特設運送船に類別変更の後、1939年（昭和14年）9月10日付で解傭されて商業航海に復帰した。
1941年（昭和16年）11月4日、衣笠丸は日本海軍に再度徴傭され、11月10日付で特設運送船として入籍。11月5日から11月20日まで、日本鋼管鶴見造船所で艤装工事が行われた。太平洋戦争開戦後は1942年（昭和17年）4月まではミンダナオ島攻略戦、アンダマン諸島攻略戦に参加。5月から6月にかけてはアリューシャン方面の戦いに転じ、キスカ島攻略戦に加わった。その後は日本と南方各地を往復する輸送船として行動した。1943年（昭和18年）11月16日、国際汽船が戦時統合により大阪商船に吸収合併されたことにより、衣笠丸も大阪商船に移籍する。昭和18年7月から運航を開始したヒ船団にもしばしば加入した。
1944年（昭和19年）10月1日、衣笠丸は日本海軍の軍需部などの要員や民間人約1,000名を乗せ、ヒ77船団に加入して門司を出港した。10月7日夜22時ごろ、北緯14度37分 東経115度55分 / 北緯14.617度 東経115.917度の地点を航行中のヒ77船団は、アメリカ潜水艦ホークビル (USS Hawkbill, SS-366) 、バヤ (USS Baya, SS-318) およびベクーナ (USS Becuna, SS-319) からなるウルフパックの攻撃を受けた。ベクーナは船団との距離が遠く攻撃に間に合わなかったが、ホークビルは21時47分に第一撃を仕掛ける事ができた。その攻撃は失敗に終わるも、30分後の22時24分に行われた第二撃では、浮上攻撃により魚雷を3本発射し、うち魚雷2本を「大型貨物船」に命中させた。バヤもホークビルの第二撃からわずか6分後の22時30分に「大型貨物船」に対して魚雷を6本発射し、うち2本を命中させた。一連の攻撃により魚雷が命中した衣笠丸はたちまち左に傾斜し、二度の爆発の後わずか8分で沈没した。便乗者の犠牲は10名と少なかったが、乗組員の犠牲者は32名を数えた。1945年（昭和20年）3月10日付で除籍および解傭。衣笠丸の撃沈はホークビルとバヤの共同戦果として扱われた。
なお主要目の一部数値が上方修正されているが、その理由は定かではない。

## 艦長等
※『日本海軍史』第9巻・第10巻の「将官履歴」に基づく。
監督官
- 片原常次郎 予備海軍大佐：1937年8月18日 - 1937年9月27日

艦長
- 片原常次郎 予備海軍大佐：1937年9月27日 - 1937年11月15日
- 青木泰二郎 海軍大佐：1937年11月15日[26] - 1938年4月28日[27]

監督官
- 日台虎治 予備海軍大佐：1938年4月28日 - 1938年12月1日
- 石戸勇三 予備海軍大佐：1938年12月1日 - 1939年6月15日
- 木岡蟻志松 海軍大佐：1939年6月15日[28] - 1939年9月10日[29]
- 有馬直 海軍大佐：1942年5月7日[30] - 1942年7月20日[31]